# Coppa del Mondo di sci alpino 2008
La Coppa del Mondo di sci alpino 2008 fu la quarantaduesima edizione della manifestazione organizzata dalla Federazione Internazionale Sci; ebbe inizio il 27 ottobre 2007 a Sölden, in Austria, e si concluse il 15 marzo 2008 a Bormio, in Italia. Nel corso della stagione non si tennero né rassegne olimpiche né iridate.
In campo maschile furono disputate 40 delle 41 gare in programma (9 discese libere, 7 supergiganti, 8 slalom giganti, 11 slalom speciali, 1 combinata, 4 supercombinate), in 20 diverse località. Lo statunitense Bode Miller si aggiudicò sia la coppa di cristallo, il trofeo assegnato al vincitore della classifica generale, sia quella di combinata; lo svizzero Didier Cuche vinse la Coppa di discesa libera, l'austriaco Hannes Reichelt quella di supergigante, lo statunitense Ted Ligety quella di slalom gigante e l'italiano Manfred Mölgg quella di slalom speciale. Il norvegese Aksel Lund Svindal era il detentore uscente della Coppa generale.
In campo femminile furono disputate 35 delle 38 gare in programma (9 discese libere, 7 supergiganti, 7 slalom giganti, 9 slalom speciali, 3 supercombinate), in 18 diverse località. La statunitense Lindsey Vonn si aggiudicò sia la coppa di cristallo sia quella di discesa libera; la tedesca Maria Riesch vinse le Coppe di supergigante e di combinata, l'italiana Denise Karbon quella di slalom gigante e l'austriaca Marlies Schild quella di slalom speciale. L'austriaca Nicole Hosp era la detentrice uscente della Coppa generale.
Analogamente alle due stagioni precedenti, in occasione delle finali di Bormio fu programmata una gara a squadre mista, valida per l'assegnazione della Coppa delle Nazioni, che però fu annullata.

## Uomini

### Risultati
| Data             | Località               | Nazione     | Pista                          | Spec. | Primo                 | Secondo                    | Terzo                             |
| ---------------- | ---------------------- | ----------- | ------------------------------ | ----- | --------------------- | -------------------------- | --------------------------------- |
| 28 ottobre 2007  | Sölden                 | Austria     | Rettenbach                     | GS    | Aksel Lund Svindal    | Ted Ligety                 | Kalle Palander                    |
| 11 novembre 2007 | Reiteralm              | Austria     | Gasselhöhe                     | SL    | Marc Gini             | Kalle Palander             | Manfred Mölgg                     |
| 24 novembre 2007 | Lake Louise            | Canada      | Men’s Olympic Downhill         | DH    | Jan Hudec             | Marco Sullivan             | Andreas Buder                     |
| 25 novembre 2007 | Lake Louise            | Canada      | Men’s Olympic Downhill         | SG    | Aksel Lund Svindal    | Benjamin Raich             | Didier Cuche                      |
| 29 novembre 2007 | Beaver Creek           | Stati Uniti | Birds of Prey                  | SC    | Daniel Albrecht       | Jean-Baptiste Grange       | Ondřej Bank                       |
| 30 novembre 2007 | Beaver Creek           | Stati Uniti | Birds of Prey                  | DH    | Michael Walchhofer    | Steven Nyman               | Didier Cuche                      |
| 2 dicembre 2007  | Beaver Creek           | Stati Uniti | Birds of Prey                  | GS    | Daniel Albrecht       | Mario Matt                 | Didier Cuche                      |
| 3 dicembre 2007  | Beaver Creek           | Stati Uniti | Birds of Prey                  | SG    | Hannes Reichelt       | Mario Scheiber             | Christoph Gruber                  |
| 8 dicembre 2007  | Bad Kleinkirchheim     | Austria     | Franz Klammer                  | GS    | Massimiliano Blardone | Manfred Mölgg              | Ted Ligety                        |
| 9 dicembre 2007  | Bad Kleinkirchheim     | Austria     | Franz Klammer                  | SL    | Benjamin Raich        | Jens Byggmark              | Manfred Mölgg                     |
| 14 dicembre 2007 | Val Gardena            | Italia      | Saslong                        | SG    | Didier Cuche          | Bode Miller                | Marco Büchel                      |
| 15 dicembre 2007 | Val Gardena            | Italia      | Saslong                        | DH    | Michael Walchhofer    | Didier Cuche               | Scott Macartney                   |
| 16 dicembre 2007 | Alta Badia             | Italia      | Gran Risa                      | GS    | Kalle Palander        | Benjamin Raich             | Marc Berthod                      |
| 17 dicembre 2007 | Alta Badia             | Italia      | Gran Risa                      | SL    | Jean-Baptiste Grange  | Felix Neureuther           | Ted Ligety                        |
| 29 dicembre 2007 | Bormio                 | Italia      | Stelvio                        | DH    | Bode Miller           | Andreas Buder              | Jan Hudec                         |
| 5 gennaio 2008   | Adelboden              | Svizzera    | Chuenisbärgli                  | GS    | Marc Berthod          | Daniel Albrecht            | Hannes Reichelt                   |
| 6 gennaio 2008   | Adelboden              | Svizzera    | Chuenisbärgli                  | SL    | Mario Matt            | Benjamin Raich             | Felix Neureuther                  |
| 11 gennaio 2008  | Wengen                 | Svizzera    | Lauberhorn Männlichen/Jungfrau | SC    | Jean-Baptiste Grange  | Daniel Albrecht            | Bode Miller                       |
| 12 gennaio 2008  | Wengen                 | Svizzera    | Männlichen/Jungfrau            | SL    | Jean-Baptiste Grange  | Jens Byggmark              | Ted Ligety                        |
| 13 gennaio 2008  | Wengen                 | Svizzera    | Lauberhorn                     | DH    | Bode Miller           | Didier Cuche               | Manuel Osborne-Paradis            |
| 18 gennaio 2008  | Kitzbühel              | Austria     | Streifalm                      | SG    | Marco Büchel          | Hermann Maier              | Didier Cuche Mario Scheiber       |
| 19 gennaio 2008  | Kitzbühel              | Austria     | Streif                         | DH    | Didier Cuche          | Bode Miller Mario Scheiber |                                   |
| 20 gennaio 2008  | Kitzbühel              | Austria     | Streif                         | SL    | Jean-Baptiste Grange  | Jens Byggmark              | Mario Matt                        |
| 20 gennaio 2008  | Kitzbühel              | Austria     | Streif                         | KB    | Bode Miller           | Benjamin Raich             | Ivica Kostelić Rainer Schönfelder |
| 22 gennaio 2008  | Schladming             | Austria     | Planai                         | SL    | Mario Matt            | Jean-Baptiste Grange       | Manfred Mölgg                     |
| 26 gennaio 2008  | Chamonix               | Francia     | La Verte des Houches           | DH    | Marco Sullivan        | Didier Cuche               | Andrej Jerman                     |
| 27 gennaio 2008  | Chamonix               | Francia     | La Verte des Houches           | SC    | Bode Miller           | Ivica Kostelić             | Rainer Schönfelder                |
| 3 febbraio 2008  | Val-d'Isère            | Francia     | La face de Bellevarde          | SC    | Bode Miller           | Ivica Kostelić             | Natko Zrnčić-Dim                  |
| 9 febbraio 2008  | Garmisch-Partenkirchen | Germania    | Gudiberg                       | SL    | Reinfried Herbst      | Manfred Mölgg              | Ivica Kostelić                    |
| 17 febbraio 2008 | Zagabria Sljeme        | Croazia     | Crveni Spust                   | SL    | Mario Matt            | Ivica Kostelić             | Reinfried Herbst                  |
| 22 febbraio 2008 | Whistler               | Canada      | Dave Murray                    | SG    | Christoph Gruber      | Hannes Reichelt            | Aleš Gorza                        |
| 24 febbraio 2008 | Whistler               | Canada      | Dave Murray                    | GS    | Hannes Reichelt       | Didier Cuche               | Benjamin Raich                    |
| 29 febbraio 2008 | Lillehammer Kvitfjell  | Norvegia    | Olympiabakken                  | DH    | Werner Heel           | Bode Miller                | Klaus Kröll                       |
| 1º marzo 2008    | Lillehammer Kvitfjell  | Norvegia    | Olympiabakken                  | DH    | Bode Miller           | Didier Cuche               | Werner Heel                       |
| 2 marzo 2008     | Lillehammer Kvitfjell  | Norvegia    | Olympiabakken                  | SG    | Georg Streitberger    | Bode Miller                | Didier Cuche                      |
| 8 marzo 2008     | Kranjska Gora          | Slovenia    | Podkoren                       | GS    | Ted Ligety            | Manfred Mölgg              | Massimiliano Blardone             |
| 8 marzo 2008     | Kranjska Gora          | Slovenia    | Podkoren                       | SL    | Manfred Mölgg         | Ivica Kostelić             | Marcel Hirscher                   |
| 12 marzo 2008    | Bormio                 | Italia      | Stelvio                        | DH    | annullata             | annullata                  | annullata                         |
| 13 marzo 2008    | Bormio                 | Italia      | Stelvio                        | SG    | Hannes Reichelt       | Didier Défago              | Aleš Gorza                        |
| 14 marzo 2008    | Bormio                 | Italia      | Stelvio                        | GS    | Ted Ligety            | Benjamin Raich             | Cyprien Richard                   |
| 15 marzo 2008    | Bormio                 | Italia      | Stelvio                        | SL    | Reinfried Herbst      | Daniel Albrecht            | Marcel Hirscher                   |

Legenda:

DH = discesa libera

SG = supergigante

GS = slalom gigante

SL = slalom speciale

KB = combinata

SC = supercombinata

### Classifiche

#### Generale

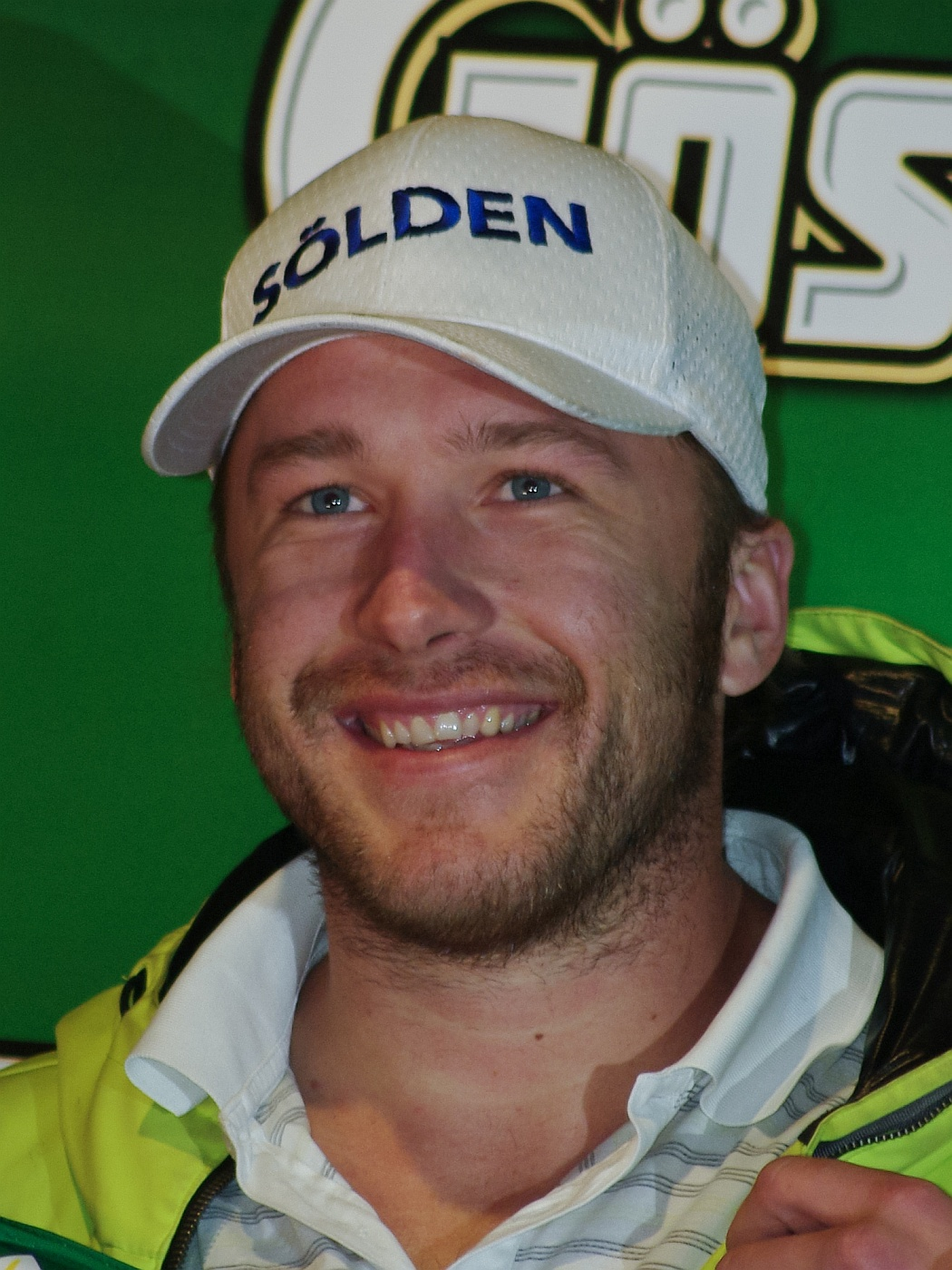
Bode Miller nel 2011

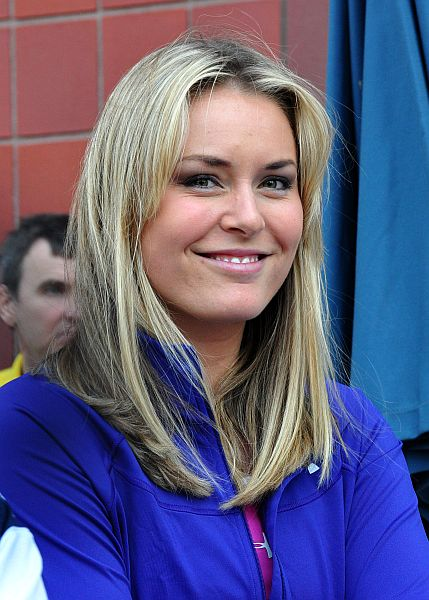
Lindsey Vonn nel 2010

| Pos. | Nome                 | Nazione     | Punti |
| ---- | -------------------- | ----------- | ----- |
| 1    | Bode Miller          | Stati Uniti | 1409  |
| 2    | Benjamin Raich       | Austria     | 1298  |
| 3    | Didier Cuche         | Svizzera    | 1263  |
| 4    | Manfred Mölgg        | Italia      | 924   |
| 5    | Ted Ligety           | Stati Uniti | 898   |
| 6    | Ivica Kostelić       | Croazia     | 829   |
| 7    | Daniel Albrecht      | Svizzera    | 795   |
| 8    | Jean-Baptiste Grange | Francia     | 793   |
| 9    | Didier Défago        | Svizzera    | 645   |
| 10   | Mario Matt           | Austria     | 594   |
| 10   | Hannes Reichelt      | Austria     | 594   |

#### Discesa libera
| Pos. | Nome               | Nazione     | Punti |
| ---- | ------------------ | ----------- | ----- |
| 1    | Didier Cuche       | Svizzera    | 584   |
| 2    | Bode Miller        | Stati Uniti | 579   |
| 3    | Michael Walchhofer | Austria     | 407   |
| 4    | Marco Sullivan     | Stati Uniti | 278   |
| 5    | Werner Heel        | Italia      | 273   |

#### Supergigante
| Pos. | Nome             | Nazione  | Punti |
| ---- | ---------------- | -------- | ----- |
| 1    | Hannes Reichelt  | Austria  | 341   |
| 2    | Didier Cuche     | Svizzera | 340   |
| 3    | Benjamin Raich   | Austria  | 286   |
| 4    | Didier Défago    | Svizzera | 262   |
| 5    | Christoph Gruber | Austria  | 251   |

#### Slalom gigante
| Pos. | Nome            | Nazione     | Punti |
| ---- | --------------- | ----------- | ----- |
| 1    | Ted Ligety      | Stati Uniti | 485   |
| 2    | Benjamin Raich  | Austria     | 438   |
| 3    | Manfred Mölgg   | Italia      | 376   |
| 4    | Didier Cuche    | Svizzera    | 293   |
| 5    | Daniel Albrecht | Svizzera    | 284   |

#### Slalom speciale
| Pos. | Nome                 | Nazione | Punti |
| ---- | -------------------- | ------- | ----- |
| 1    | Manfred Mölgg        | Italia  | 531   |
| 2    | Jean-Baptiste Grange | Francia | 512   |
| 3    | Reinfried Herbst     | Austria | 450   |
| 4    | Mario Matt           | Austria | 427   |
| 5    | Ivica Kostelić       | Croazia | 425   |

#### Combinata
| Pos. | Nome                 | Nazione     | Punti |
| ---- | -------------------- | ----------- | ----- |
| 1    | Bode Miller          | Stati Uniti | 410   |
| 2    | Ivica Kostelić       | Croazia     | 256   |
| 2    | Daniel Albrecht      | Svizzera    | 245   |
| 4    | Jean-Baptiste Grange | Francia     | 220   |
| 5    | Rainer Schönfelder   | Austria     | 206   |

## Donne

### Risultati
| Data             | Località               | Nazione     | Pista                  | Spec. | Prima                             | Seconda           | Terza                   |
| ---------------- | ---------------------- | ----------- | ---------------------- | ----- | --------------------------------- | ----------------- | ----------------------- |
| 27 ottobre 2007  | Sölden                 | Austria     | Rettenbach             | GS    | Denise Karbon                     | Julia Mancuso     | Kathrin Zettel          |
| 10 novembre 2007 | Reiteralm              | Austria     | Gasselhöhe             | SL    | Marlies Schild                    | Nicole Hosp       | Chiara Costazza         |
| 24 novembre 2007 | Panorama               | Canada      | Oldtimer               | GS    | Denise Karbon                     | Elisabeth Görgl   | Manuela Mölgg           |
| 25 novembre 2007 | Panorama               | Canada      | Hayfever               | SL    | Marlies Schild                    | Šárka Záhrobská   | Ana Jelušić             |
| 1º dicembre 2007 | Lake Louise            | Canada      | Men’s Olympic Downhill | DH    | Lindsey Vonn                      | Renate Götschl    | Britt Janyk             |
| 2 dicembre 2007  | Lake Louise            | Canada      | Men’s Olympic Downhill | SG    | Martina Schild                    | Maria Riesch      | Jessica Lindell Vikarby |
| 8 dicembre 2007  | Aspen                  | Stati Uniti | Ruthie's               | DH    | Britt Janyk                       | Marlies Schild    | Renate Götschl          |
| 9 dicembre 2007  | Aspen                  | Stati Uniti | Lower Ruthie's         | SL    | Nicole Hosp                       | Tanja Poutiainen  | Kathrin Zettel          |
| 15 dicembre 2007 | Sankt Moritz           | Svizzera    | Corviglia              | DH    | Anja Pärson                       | Lindsey Vonn      | Maria Riesch            |
| 16 dicembre 2007 | Sankt Moritz           | Svizzera    | Corviglia              | SG    | Anja Pärson                       | Emily Brydon      | Renate Götschl          |
| 21 dicembre 2007 | Sankt Anton am Arlberg | Austria     | Karl Schranz           | DH    | Lindsey Vonn                      | Kelly VanderBeek  | Julia Mancuso           |
| 22 dicembre 2007 | Sankt Anton am Arlberg | Austria     | Karl Schranz           | SC    | Lindsey Vonn                      | Maria Riesch      | Julia Mancuso           |
| 28 dicembre 2007 | Lienz                  | Austria     | Schlossberg            | GS    | Denise Karbon                     | Julia Mancuso     | Nicole Gius             |
| 29 dicembre 2007 | Lienz                  | Austria     | Schlossberg            | SL    | Chiara Costazza                   | Nicole Hosp       | Tanja Poutiainen        |
| 5 gennaio 2008   | Špindlerův Mlýn        | Rep. Ceca   | Černá Svatý Petr       | GS    | Denise Karbon                     | Tanja Poutiainen  | Elisabeth Görgl         |
| 6 gennaio 2008   | Špindlerův Mlýn        | Rep. Ceca   | Černá Svatý Petr       | SL    | Marlies Schild                    | Veronika Zuzulová | Maria Riesch            |
| 12 gennaio 2008  | Maribor                | Slovenia    | Pohorje                | GS    | Elisabeth Görgl                   | Manuela Mölgg     | Denise Karbon           |
| 13 gennaio 2008  | Maribor                | Slovenia    | Radvanje               | SL    | Nicole Hosp                       | Veronika Zuzulová | Marlies Schild          |
| 19 gennaio 2008  | Cortina d'Ampezzo      | Italia      | Olimpia delle Tofane   | DH    | Lindsey Vonn                      | Anja Pärson       | Emily Brydon            |
| 20 gennaio 2008  | Cortina d'Ampezzo      | Italia      | Olimpia delle Tofane   | SG    | Maria Holaus                      | Julia Mancuso     | Nicole Hosp             |
| 12 gennaio 2008  | Cortina d'Ampezzo      | Italia      | Olimpia delle Tofane   | SG    | Maria Riesch                      | Elisabeth Görgl   | Renate Götschl          |
| 26 gennaio 2008  | Ofterschwang           | Germania    | Ofterschwanger Horn    | GS    | Denise Karbon                     | Nicole Hosp       | Elisabeth Görgl         |
| 27 gennaio 2008  | Ofterschwang           | Germania    | Ofterschwanger Horn    | SL    | Marlies Schild                    | Therese Borssén   | Nicole Hosp             |
| 2 febbraio 2008  | Sankt Moritz           | Svizzera    | Corviglia              | DH    | Tina Maze                         | Maria Holaus      | Lara Gut                |
| 3 febbraio 2008  | Sankt Moritz           | Svizzera    | Corviglia              | SG    | Emily Brydon                      | Elisabeth Görgl   | Renate Götschl          |
| 9 febbraio 2008  | Sestriere              | Italia      | Kandahar Banchetta     | DH    | Lindsey Vonn                      | Kelly VanderBeek  | Nadia Fanchini          |
| 10 febbraio 2008 | Sestriere              | Italia      | Kandahar Banchetta     | SG    | Andrea Fischbacher Fabienne Suter |                   | Maria Riesch            |
| 15 febbraio 2008 | Zagabria Sljeme        | Croazia     | Crveni Spust           | SL    | Tanja Poutiainen                  | Marlies Schild    | Veronika Zuzulová       |
| 22 febbraio 2008 | Whistler               | Canada      | Franz’s                | DH    | Nadia Styger                      | Lindsey Vonn      | Julia Mancuso           |
| 24 febbraio 2008 | Whistler               | Canada      | Franz’s Dave Murray    | SC    | Maria Riesch                      | Marlies Schild    | Anja Pärson             |
| 1º marzo 2008    | Zwiesel                | Germania    | Arber                  | GS    | annullata                         | annullata         | annullata               |
| 2 marzo 2008     | Zwiesel                | Germania    | Arber                  | SL    | annullata                         | annullata         | annullata               |
| 8 marzo 2008     | Crans-Montana          | Svizzera    | Nationale              | DH    | Lindsey Vonn                      | Renate Götschl    | Nadia Fanchini          |
| 9 marzo 2008     | Crans-Montana          | Svizzera    | Nationale              | SC    | Anja Pärson                       | Maria Riesch      | Lindsey Vonn            |
| 12 marzo 2008    | Bormio                 | Italia      | Stelvio                | DH    | annullata                         | annullata         | annullata               |
| 13 marzo 2008    | Bormio                 | Italia      | Stelvio                | SG    | Fabienne Suter                    | Lindsey Vonn      | Alexandra Meissnitzer   |
| 14 marzo 2008    | Bormio                 | Italia      | Stelvio                | SL    | Marlies Schild                    | Veronika Zuzulová | Šárka Záhrobská         |
| 15 marzo 2008    | Bormio                 | Italia      | Stelvio                | GS    | Elisabeth Görgl                   | Manuela Mölgg     | Kathrin Zettel          |

Legenda:

DH = discesa libera

SG = supergigante

GS = slalom gigante

SL = slalom speciale

SC = supercombinata

### Classifiche

#### Generale
| Pos. | Nome             | Nazione     | Punti |
| ---- | ---------------- | ----------- | ----- |
| 1    | Lindsey Vonn     | Stati Uniti | 1403  |
| 2    | Nicole Hosp      | Austria     | 1183  |
| 3    | Maria Riesch     | Germania    | 1146  |
| 4    | Elisabeth Görgl  | Austria     | 1137  |
| 5    | Marlies Schild   | Austria     | 1120  |
| 6    | Anja Pärson      | Svezia      | 973   |
| 7    | Julia Mancuso    | Stati Uniti | 938   |
| 8    | Tanja Poutiainen | Finlandia   | 781   |
| 9    | Renate Götschl   | Austria     | 731   |
| 10   | Denise Karbon    | Italia      | 651   |

#### Discesa libera
| Pos. | Nome             | Nazione     | Punti |
| ---- | ---------------- | ----------- | ----- |
| 1    | Lindsey Vonn     | Stati Uniti | 755   |
| 2    | Renate Götschl   | Austria     | 448   |
| 3    | Britt Janyk      | Canada      | 390   |
| 4    | Anja Pärson      | Svezia      | 331   |
| 5    | Kelly VanderBeek | Canada      | 323   |

#### Supergigante
| Pos. | Nome            | Nazione  | Punti |
| ---- | --------------- | -------- | ----- |
| 1    | Maria Riesch    | Germania | 374   |
| 2    | Elisabeth Görgl | Austria  | 326   |
| 3    | Fabienne Suter  | Svizzera | 305   |
| 4    | Renate Götschl  | Austria  | 283   |
| 5    | Emily Brydon    | Canada   | 270   |

#### Slalom gigante
| Pos. | Nome             | Nazione     | Punti |
| ---- | ---------------- | ----------- | ----- |
| 1    | Denise Karbon    | Italia      | 592   |
| 2    | Elisabeth Görgl  | Austria     | 479   |
| 3    | Manuela Mölgg    | Italia      | 359   |
| 4    | Tanja Poutiainen | Finlandia   | 297   |
| 5    | Julia Mancuso    | Stati Uniti | 253   |

#### Slalom speciale
| Pos. | Nome              | Nazione    | Punti |
| ---- | ----------------- | ---------- | ----- |
| 1    | Marlies Schild    | Austria    | 640   |
| 2    | Nicole Hosp       | Austria    | 515   |
| 3    | Veronika Zuzulová | Slovacchia | 501   |
| 4    | Tanja Poutiainen  | Finlandia  | 484   |
| 5    | Šárka Záhrobská   | Rep. Ceca  | 392   |

#### Combinata
| Pos. | Nome            | Nazione     | Punti |
| ---- | --------------- | ----------- | ----- |
| 1    | Maria Riesch    | Germania    | 260   |
| 2    | Lindsey Vonn    | Stati Uniti | 200   |
| 3    | Anja Pärson     | Svezia      | 160   |
| 4    | Sandrine Aubert | Francia     | 110   |
| 5    | Marlies Schild  | Austria     | 106   |

## Coppa delle Nazioni

### Risultati
| Data          | Località | Nazione | Pista   | Prima     | Seconda   | Terza     |
| ------------- | -------- | ------- | ------- | --------- | --------- | --------- |
| 16 marzo 2008 | Bormio   | Italia  | Stelvio | annullata | annullata | annullata |

### Classifiche
Le classifiche della Coppa delle Nazioni vengono stilate sommando i punti ottenuti da ogni atleta in ogni gara individuale e quelli assegnati nella gara a squadre.

#### Generale
| Pos. | Nazione     | Punti |
| ---- | ----------- | ----- |
| 1    | Austria     | 13560 |
| 2    | Svizzera    | 6458  |
| 3    | Italia      | 6324  |
| 4    | Stati Uniti | 5965  |
| 5    | Francia     | 3815  |

#### Uomini
| Pos. | Nazione     | Punti |
| ---- | ----------- | ----- |
| 1    | Austria     | 7003  |
| 2    | Svizzera    | 4064  |
| 3    | Italia      | 3721  |
| 4    | Stati Uniti | 3202  |
| 5    | Francia     | 2382  |

#### Donne
| Pos. | Nazione     | Punti |
| ---- | ----------- | ----- |
| 1    | Austria     | 6557  |
| 2    | Stati Uniti | 2763  |
| 3    | Italia      | 2603  |
| 4    | Svizzera    | 2394  |
| 5    | Germania    | 2100  |